# Lucio Valerio Flaco (cónsul 86 a. C.)
Lucio Valerio Flaco (en latín, Lucius Valerius Flaccus), muerto en 85 a. C., fue militar romano del siglo I a. C. que ocupó el consulado en el año 86 a. C.

## Carrera política
Fue nombrado edil en 98 a. C., llegó a ser pretor y gobernador de la provincia de Asia.
En 86 a. C. murió Mario en su séptimo consulado y Flaco fue nombrado cónsul colega suplente por Cinna, quien lo envió en Asia para combatir a Sila y someter a Mitridates VI Eupator; como legado lo acompañó Cayo Flavio Fimbria puesto que Flaco no tenía experiencia militar. Antes de partir para Asia emitió una ley que cancelaba tres cuartas partes de todas las deudas.
Como Flaco era un hombre avaricioso y cruel se ganó la hostilidad del ejército y ya en Grecia, habiendo desembarcado en el Epiro, sus tropas se negaron a combatir, por lo que se retiró al Helesponto. Muchos soldados se pasaron al campo de Sila y el resto eran partidarios de Fimbria que, con calculadas indulgencias, se había ganado su favor. En Bizancio, un conflicto entre Fimbria y un cuestor de Flaco fue sometido al arbitraje de Flaco y este último dio la razón al cuestor. Fimbria indignado, quiso volver a Roma y Flaco lo relevó del servicio.
Mientras Flaco marchaba a Calcedonia, Fimbria instigó un motín entre los soldados que se habían quedado en Bizancio; Flaco, al ser informado de este hecho, se volvió para castigar a Fimbria pero fue puesto en fuga por los rebeldes y tuvo que marchar hacia Nicomedia, donde cerró las puertas a Fímbria que lo perseguía, pero este las franqueó, lo asesinó y su cabeza fue tirada a la mar y el cuerpo dejado sin sepultar o quemado. La mayoría de los autores señalan la muerte de Flaco en el año de su consulado, 86 a. C., pero Veleyo Patérculo lo sitúa un año más tarde. Probablemente sea este Valerio Flaco, que reclutó las legiones, que fueron llamadas posteriormente Valerianae y que se mencionan en la guerra de Lúculo contra Mitrídates.